# سويا (مغنية)
كيم سو-يا (هانغل: 김소야; هانجا: 金小夜)، معروفة باسم سويا، هي مغنية كورية جنوبية. ولدت في 2 أبريل 1990 في سول، كوريا الجنوبية.

## ديسكغرفي

### مسرحيات طويلة
| عنوان | تفاصيل الألبوم                                                                              | مراكز الرسم البياني الذروة |
| عنوان | تفاصيل الألبوم                                                                              | كور                        |
| ----- | ------------------------------------------------------------------------------------------- | -------------------------- |
| فنان  | - تاريخ الصدور: 17 أكتوبر 2018 - التصنيف: GH Entertainment - التنسيق: قرص مضغوط، تنزيل رقمي | -                          |

### ألبومات فردية
| لقب                                | تفاصيل الألبوم                                                                               | مراكز الرسم البياني الذروة |
| لقب                                | تفاصيل الألبوم                                                                               | كور                        |
| ---------------------------------- | -------------------------------------------------------------------------------------------- | -------------------------- |
| يومًا ما (حتى الحب قطع في الانفصال) | - تاريخ الإصدار: 27 سبتمبر 2019 - التصنيف: GH Entertainment - التنسيق: قرص مضغوط، تنزيل رقمي | 97                         |

## فيلموغرافيا

### برامج تلفزيونية
| عام  | اسم العمل           | قناة البث        | ملاحظات             |
| ---- | ------------------- | ---------------- | ------------------- |
| 2017 | الوحدة              | نظام البث الكوري | المتسابق            |
| 2021 | مجنون وصفة المغامرة | ام بي سي         | المتسابق (الحلقة 4) |

## روابط خارجية
- سويا على موقع ميوزك برينز (الإنجليزية)
- سويا على موقع ديسكوغز (الإنجليزية)